# C. Douglas Dillon

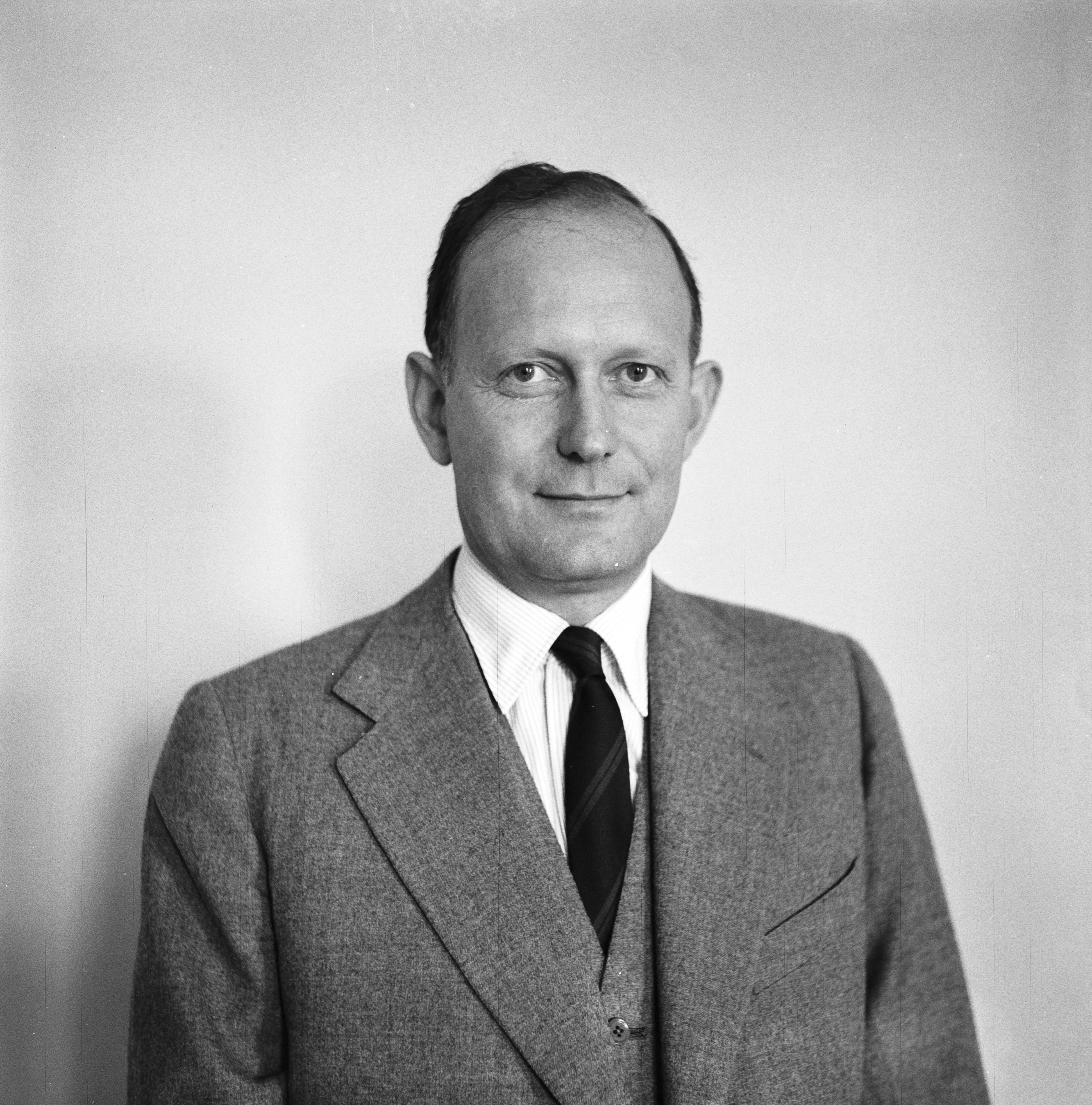
Porträt von C. Douglas Dillon im US-Finanzministerium

Clarence Douglas Dillon (* 21. August 1909 in Genf, Schweiz; † 10. Januar 2003 in New York City) war ein US-amerikanischer republikanischer Politiker und Diplomat. Er amtierte als US-Finanzminister unter den Präsidenten John F. Kennedy und Lyndon B. Johnson.

## Abstammung
Dillon kam als erstes Kind einer reichen Oberschichtfamilie zur Welt. Sein Vater war amerikanischer Investmentbanker mit europäischer Herkunft. Nach ihrer Hochzeit 1908 reisten die Jungverheirateten zwei Jahre lang durch Westeuropa. So kam Clarence in Genf zur Welt. Dennoch war noch sein Großvater väterlicherseits, Samuel Lapowski, ein armer jüdischer Auswanderer aus Łomża in Polen gewesen, der sich nach dem Amerikanischen Bürgerkrieg in Texas ansiedelte. Dillons Vater Clarence Lapowski änderte später den Familiennamen in Dillon, den Geburtsnamen seiner Großmutter.
Dillons Mutter, Anne Douglass, ist eine Nachkommin der Grahams Lairds vom Tamrawer Castle in Kilsyth, North Lanarkshire, Schottland.

## Studium und berufliche Laufbahn
Clarence Douglas Dillon absolvierte nach dem Besuch der Groton School in Groton (Massachusetts) ein Studium an der Harvard University, das er 1931 mit einem Bachelor of Arts (B.A.) abschloss. Anschließend war er bis 1936 zunächst als Börsenmakler an der größten Wertpapierbörse der Welt, der New York Stock Exchange, tätig. Anschließend trat er in die von seinem Vater mitbegründete Investmentbank Dillon, Read & Company ein, in der er 1936 zunächst zum Direktor und 1946 zum Vorstandsvorsitzenden aufstieg.
Während des Zweiten Weltkrieges diente er zuletzt als Lieutenant Commander in der US Navy und wurde für seine militärischen Leistungen mehrfach ausgezeichnet.

## Politische Laufbahn

### Botschafter und Unterstaatssekretär unter Präsident Eisenhower
1953 wurde Dillon vom neu gewählten Präsidenten Dwight D. Eisenhower als Nachfolger von James Clement Dunn zum Botschafter in Frankreich ernannt. Im Anschluss daran wurde er 1957 zunächst Stellvertretender Unterstaatssekretär (Deputy Undersecretary) und dann 1958 Unterstaatssekretär für Fragen der Wirtschaft und Landwirtschaft im Außenministerium (State Department). Wiederum ein Jahr darauf wurde er 1959 Stellvertretender Außenminister (United States Under Secretary of State). Als Stellvertreter des damaligen Außenministers Christian Herter war er unter anderem 1959 Mitbegründer der Interamerikanischen Entwicklungsbank (IADB). Des Weiteren leitete er die US-Delegationen bei der Organisation Amerikanischer Staaten (OAS) zur Vollendung des Aktes von Bogotá sowie dem Ministertreffen in Paris zur Aushandlung der endgültigen Konvention der OECD. 1960 wurde Dillon in die American Academy of Arts and Sciences gewählt.

### Finanzminister unter Kennedy und Johnson

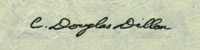
Unterschrift von Dillon auf US-$-Banknoten

Nach der Wahl des Demokraten John F. Kennedy zum Präsidenten wurde er trotz seiner Zugehörigkeit zu den Republikanern am 21. Januar 1961 als Finanzminister in dessen Kabinett berufen.
Dillon wurde dabei zu einem der einflussreichsten wirtschaftspolitischen Berater. Insbesondere gelang es ihm, den Präsidenten davon zu überzeugen, dass das wichtigste Wirtschaftsproblem der Ausgleich des Haushaltsdefizits sei. Durch diesen Einfluss gelang es auch, die Kennedy-Regierung an weitreichenden liberalen Lösungen innenpolitischer Probleme zu hindern, die das Budget stark belastet hätten. Dillon, ein Verfechter des Freihandels, entwickelte dabei Pläne, die durch die Kontrolle der Inflation und der Ausweitung der Exporte, zur Reduzierung des Handelsdefizits beitrugen. Schließlich wurde die Welthandelsrunde der GATT zwischen 1961 und 1962 zur Senkungen von Zöllen und anderen Handelshemmnissen als Dillon-Runde bezeichnet. Zuletzt war er ein starker Verfechter eines Steuersenkungsprogramms zur Ankurbelung des Wirtschaftswachstums.
Während der Kubakrise gehörte er insbesondere im Oktober 1962 dem Executive Committee des Nationalen Sicherheitsrates an.
Nach der Ermordung Kennedys verblieb er auch unter dessen Nachfolger Lyndon B. Johnson im Amt, den er 1964 zur Durchsetzung des Steuersenkungsprogramms im Kongress bewegen konnte. Am 1. April 1965 trat er von seinem Amt als Finanzminister zurück und wurde von seinem früheren Unterstaatssekretär Henry H. Fowler abgelöst.

## Rückzug aus der Politik und spätere Ämter
Nach seinem Rücktritt zog er sich zwar aus der Tagespolitik zurück, übernahm andererseits andere Ämter in öffentlichen und privaten Institutionen.
Zwischen 1965 und 1978 war er Direktor des Rates für auswärtige Beziehungen (Council on Foreign Relations) in New York City und trug dadurch wesentlich zur Entwicklung außenpolitischer Strategien bei. Von 1977 bis 1978 war er Stellvertretender Vorsitzender dieses Rates. Zeitgleich war er zwischen 1967 und 1984 Vorsitzender der U.S. and Foreign Securities Corporation.
Daneben gehörte er 1968 bis 1972 dem Aufsichtsgremium des Harvard College, der ältesten Schule der Harvard University, an und war zudem zwischen 1971 und 1975 Vorsitzender der Rockefeller-Stiftung sowie der Brookings Institution. Schließlich war er zunächst von 1970 bis 1977 Präsident und dann von 1977 bis 1983 Vorsitzender des Metropolitan Museum of Art.
1989 wurde ihm zusammen mit Lech Wałęsa die Presidential Medal of Freedom, die höchste zivile Auszeichnung der USA, verliehen.
Seit 1933 gehörte ihm bzw. seinen Nachkommen das berühmte Weingut Château Haut-Brion in Frankreich.

## Familie
Clarence Douglas Dillon heiratete am 10. März 1931 in Boston seine erste Ehefrau, Phyllis Chess Ellsworth. Diese wurde am 3. August 1910 in South Bend (Indiana) geboren als Tochter von John Chess Ellsworth (* 1874) und dessen aus Lowell stammender Frau Alice Frances Chalifoux (1881–1957). Mit Phyllis, die am 20. Juni 1982 in New York City starb, wurde er Vater zweier Töchter:
- Phyllis Ellsworth Dillon
- Joan Douglas Dillon (* 31. Januar 1935 in New York City)

1.⚭ James Brady Moseley (1931–1998), am 1. August 1953 in Paris, geschieden am 12. Dezember 1955 in Nevada, annulliert am 22. Juni 1963; eine Tochter: Joan Dillon Moseley (* 6. Februar 1954)
2.⚭ Prinz Charles von Luxemburg (1927–1977), am 1. März 1967 in Guildford; zwei Kinder: Prinzessin Charlotte (* 15. September 1967) und Prinz Robert (* 14. August 1968, derzeit Chef des Weingutes)
3.⚭ Philippe François Armand Marie, 7. Duc de Mouchy (1922–2011), am 3. August 1978 in Isleboro (Maine), ohne Nachkommen.
Nach dem Tod seiner ersten Frau heiratete C. Douglas Dillon 1983 Susan Sage (* 1917).

### Nachweise
1. ↑  Geschichte der Domain Clarence Dillon (franz.) (Memento des Originals vom 17. November 2011 im Internet Archive)  Info: Der Archivlink wurde automatisch eingesetzt und noch nicht geprüft. Bitte prüfe Original- und Archivlink gemäß Anleitung und entferne dann diesen Hinweis.
2. ↑  
Eric Pace:  C. Douglas Dillon Dies at 93; Was in Kennedy Cabinet In: The New York Times, 12. Januar 2003. Abgerufen am 27. März 2009
3. ↑  Timothy Edward Howard, History of St Joseph County, Indiana, vol II (1907), pp. 886–887.

| Personendaten    | Personendaten                                 |
| ---------------- | --------------------------------------------- |
| NAME             | Dillon, C. Douglas                            |
| ALTERNATIVNAMEN  | Dillon, Clarence Douglas (vollständiger Name) |
| KURZBESCHREIBUNG | US-amerikanischer Politiker                   |
| GEBURTSDATUM     | 21. August 1909                               |
| GEBURTSORT       | Genf, Schweiz                                 |
| STERBEDATUM      | 10. Januar 2003                               |
| STERBEORT        | New York City                                 |